# Tinnitus
Tinnitus (av latinets tinnire, 'att ringa') är en hörselåkomma som innebär att höra ringande ljud som saknar ljudkälla (jämför hörselhallucination). Ibland används ordet öronsus, men få personer med tinnitus vill beskriva ljuden/oljuden de hör som "öronsus". Ljuden är av personen själv upplevda ljud som t.ex. kan beskrivas som pipande, djupa bastoner och/eller brusande. Tinnitus kan variera i olika kombinationer, styrka och intensitet.
Ungefär 2,3 % av  den globala befolkningen påverkas av tinnitus med konsekvenser av sämre livskvalitet. I Stockholms län räknar man med mellan 50 000 och 70 000 människor som besväras av dessa ibland outhärdliga ljudförnimmelser som uppkommer efter felaktiga impulser mellan innerörat och hjärnan. Enligt American Tinnitus Association har tolv miljoner amerikaner tinnitus, en miljon har så svår tinnitus att det påverkar deras dagliga liv.
Tinnitus kan medföra sömnbesvär, koncentrationssvårigheter, irritation, ilska, oro, depressioner, huvudvärk, stress och trötthet. Prevalensen för ökade tinnitusbesvär tycks öka med åldern upp till cirka 70 år. Alla upplever tinnitus ibland, men för en del fortsätter ljuden att låta. Ljuden kan liknas vid fantomsmärta och i många fall är stress en bidragande faktor. Vissa människor kan tolerera ljuden med tiden, medan andra behöver mycket hjälp och stöd. Tinnitus förekommer i alla åldrar.

## Tinnitus och stress
Flera studier tyder på att stress kan ha ett samband med uppkomsten och upplevelsen av tinnitus. Självupplevd stress har i vissa fall visat sig öka risken för att utveckla tinnitus, särskilt vid långvarig psykologisk belastning. Arbetsrelaterad stress har även kopplats till både hörselnedsättning och tinnitus. Ett starkt samband mellan höga stressnivåer och tinnitus, både vad gäller förekomst och hur besvärlig den upplevs, har även observerats i koreanska befolkningsstudier. En möjlig förklaring är att kroppens stressystem, särskilt HPA-axeln (hypotalamus–hypofys–binjure-axeln), påverkar hur hjärnan tolkar och bearbetar ljudsignaler. Även emotionella tillstånd som ångest, oro och sömnsvårigheter har kopplats till förvärrade tinnitusbesvär.

## Orsaker och symptom
Orsakerna till tinnitus kan vara många, men den vanligaste orsaken är bullerskador och ljudtrauman där hörseln har utsatts för starka ljud. Andra orsaker kan till exempel vara medicinering, hjärnskada, högt blodtryck och spända nack- eller käkmuskler.
Man brukar dela in tinnitus i subjektiv (den vanligaste, som man hör själv) och objektiv (som även andra kan höra).
Flera komplexa mekanismer kan bidra till utvecklingen av tinnitus. Bland dessa återfinns vaskulära förändringar som påverkar blodtillförseln till innerörat (cochlean), neuroinflammatoriska processer samt metaboliska störningar.  Vidare indikerar forskning att medicinska tillstånd relaterad till hjärt- och kärlsjukdomar inte bara kan öka risken för tinnitus utan även förvärra dess symtom. 
Subjektiv tinnitus är även i  många fall kopplat till en sensorineural hörselnedsättning, det vill säga en hörselskada sitter i innerörat eller i hörselnerven. Tinnitus kan låta på många olika sätt, det vanligaste är en pipande högfrekvent ton, men även brus- och väsande ljud.
Vanliga besvär är sömnproblem, koncentrationssvårigheter och nedstämdhet. De flesta får dock inte några större besvär och kan sova som vanligt efter några månaders anpassning..

## Historia
Tinnitus har alltid funnits som ett symptom på öronsjukdom så länge människan har förmått ge uttryck för sina upplevelser. De första skrivna uppgifterna om medicinsk behandling för tinnitus finns dokumenterat redan på Faraos tid, i Egypten och Mesopotamien. Den äldst bevarade egyptiska papyrusrullen om tinnitus heter Ebers papyrus och är från 16:e århundradet före Kristus. Där beskrivs behandling av tinnitus med en typ av olja som skulle hällas in i örat vid behandling av "förhäxat öra". I gamla assyriska medicinska skrifter, upptecknade på lertavlor, beskrivs flera viktiga droger som belladonna, opium och cannabis för tinnitus. I Corpus Hippocraticum varnas för att vid akuta sjukdomstillstånd ordinera laxativa medel för personer med tinnitus. Han menade att tinnitus kommer från blodådrorna.
Andra behandlingsmetoder för tinnitus under tidens gång har varit ordination av rävfett, oxgalla, bladlöss, sav från cederträd, rosenolja, honung, vinäger och vitt vin.
I den Gule Kejsarens bok från gamla Kina beskrivs hur Ginkgo Biloba har gynnsam inverkan på tinnitus och hur akupunktur i samverkan med Ginkgo Biloba förstärker behandlingen.
Empedokles (504–433 f.Kr.) från gamla Grekland, framhöll att tinnitus beror på obalans i organens vattenmetabolism. Enligt Aristoteles teori var tinnitus en vind som blivit kvar i örat och inte kunde komma ut. Den drabbade kunde vara förtrollad eller så hade han övernaturliga färdigheter. Utifrån den här teorin, försökte man ännu på 100-talet att bota tinnitus genom att borra hål i skallbenet för att släppa ut vinden ur örat (patienten dog oftast under operationen). Salerno och Montpellier universitet samlade på 1200-talet ett gediget medicinskt verk "Flos Medicinae Scholae Salerni" där man tar upp tinnitus som man ansåg vara ett örats och sinnets problem. En behandling var att dölja tinnitus med andra ljud.
Karl Johann Christian Grapengiesser (1773–1813) som verkade i Berlin som kungen av Preussens läkare, och som också besöktes av Beethoven, använde år 1801 galvanisk ström mot tinnitus och skrev en avhandling om det.
På 1960-talet räknades tinnitus som en psykisk sjukdom, och det var inte förrän på 2000-talet man riktigt förstod att tinnitus handlar om ett symtom på en hörselskada av någon form. Än idag kan man inte säga helt säkert varför man hör ljud inne i huvudet, ljud som egentligen inte finns. Forskning talar dock om impulssignaler som går från och till hjärnan via hörselnerven som kommit i olag. Detta är dock omdiskuterat.
Förr var det buller i industrin som orsakade tinnitus, medan det på senare tid är fritidsbullret. Utsatta grupper är jägare, militärer, hobbyskyttar och musiker. Ny forskning visar att skolungdom i ökande grad drabbas av tinnitus. Orsaken troddes ofta vara skadligt starkt ljud vid lyssning på musik. Scenframträdanden av musikgrupper eller artister och musiken på gym har ofta skadligt höga ljudnivåer, som bäddar för tinnitus och även allmän hörselnedsättning. Även ett fortissimo in tutti av en klassisk symfoniorkester kan ge skadligt höga ljudnivåer, som på sikt kan leda till tinnitus för såväl orkestermedlemmarna själva som för publiken.

## Tinnitus i Sverige
2012 hade ca 15 procent eller 1½ miljon människor tinnitus. Av dem har 100 000 en tinnitus som allvarligt påverkar vardagen.
Nyare statistik från folkhälsomyndigheten visar på en prevalens av kronisk tinnitus på 9,6% hos den generella befolkningen i Sverige. Ungefär 2-3%, eller 200-300 000 personer lider av svår tinnitus
Mellan 1999 och 2005 ökade antalet 7-åringar som fått tillfällig eller permanent tinnitus från 12 procent till 61 procent enligt studier av Kajsa-Mia Holgers på Sahlgrenska Universitetssjukhuset i Göteborg.

## Diagnostik
Som ett första steg i diagnosticeringen av tinnitus så rekommenderas ett hörseltest. Detta då tinnitus kan samexistera med en hörselnedsättning.
Då tinnitus som tidigare nämnts i majoriteten är subjektiv så är objektiva tester sällan aktuella. Istället läggs stor vikt vid individens anamnes samt självskattning. Självskattning görs vanligtvis genom frågeformulär för att mäta graden av en individs tinnitus negativa påverkan inom olika livsområden, såsom till exempel förmågan till att kunna kontrollera sin tinnitus eller till vilken grad  tinnitus påverkar sömnen. Exempel på validerade frågeformulär som kan användas är VAS (Visual analog Scale), THI (Tinnitus Handicap Index) eller TFI (Tinnitus Functional Index).

## Behandlingar

### Kognitiv beteendeterapi
Behandlingar av tinnitus brukar ofta ske med hjälp av psykolog för att hantera ljuden, stressen och oron den för med sig. Den psykologiska behandlingen kallas för KBT-terapi. I en del fall behandlas svårare tinnitus med TRT.

### Tinnitus Retraining Therapy
Tinnitus Retraining Therapy (TRT) är en behandling som tar flera år att genomföra. Vid svårare tinnitus har det limbiska och centrala nervsystemet blivit aktiverade till stora delar, och behandlingen går ut på att träna hjärnan att filtrera bort tinnitusen genom att omvandla den (nu) starkt negativt förknippade tinnitus-signalen till något neutralt. I de allra flesta fall sänks även ljudets upplevda ljudnivå och uppmärksamheten på ljudet minskar kraftigt. Praktiskt går TRT ut på att tillföra omgivningsljud dygnet runt, i en del fall används avancerade hörapparater som tillför ett neutralt susande ljud.

### Bimodal neuromodulering
Bimodal neuromodulering är ett innovativt förfarande som syftar till att permanent förändra hjärnans hörselområden. Metoden baseras på samtidig administrering av auditiva och linguala sensoriska stimuli, vilka projiceras på hörselområdena i hjärnan. Tack vare mekanismerna för neuronal plasticitet leder detta till en varaktig dämpning av tinnitus.
År 2023 godkände den amerikanska läkemedelsmyndigheten (FDA) en icke-invasiv behandling mot tinnitus kallad Lenire, som består av en bimodal neuromoduleringsenhet.  Behandlingen är också godkänd i Sverige, Norge, Danmark och flera andra europeiska länder. Dess effektivitet har påvisats i flera storskaliga kliniska prövningar, senast i en kontrollerad enarmad klinisk studie på flera platser.

### Fotnoter
1. ↑  Nationalencyklopedins ordbok
2. ↑  Jarach, Carlotta M.; Lugo, Alessandra; Scala, Marco; van den Brandt, Piet A.; Cederroth, Christopher R.; Odone, Anna (2022-09-01). ”Global Prevalence and Incidence of Tinnitus: A Systematic Review and Meta-analysis”. JAMA Neurology 79 (9):  sid. 888–900. doi:10.1001/jamaneurol.2022.2189. ISSN 2168-6149. https://doi.org/10.1001/jamaneurol.2022.2189. Läst 16 maj 2024.
3. ↑  ”American Tinnitus Association”. Arkiverad från originalet den 28 juli 2018. https://web.archive.org/web/20180728025550/https://www.ata.org/. Läst 24 oktober 2014.
4. 1 2 3 4 5 6  Baguley, David; McFerran, Don; Hall, Deborah (2013-11-09). ”Tinnitus”. The Lancet 382 (9904):  sid. 1600–1607. doi:10.1016/S0140-6736(13)60142-7. ISSN 0140-6736. https://www.sciencedirect.com/science/article/pii/S0140673613601427. Läst 16 maj 2024.
5. ↑  Hackenberg, Berit; Döge, Julia; O’Brien, Karoline; Bohnert, Andrea; Lackner, Karl J.; Beutel, Manfred E. (2023-01). ”Tinnitus and Its Relation to Depression, Anxiety, and Stress—A Population-Based Cohort Study” (på engelska). Journal of Clinical Medicine 12 (3):  sid. 1169. doi:10.3390/jcm12031169. ISSN 2077-0383. https://www.mdpi.com/2077-0383/12/3/1169. Läst 16 maj 2024.
6. ↑  Hasson, Dan; Theorell, Töres; Wallén, Martin Benka; Leineweber, Constanze; Canlon, Barbara (2011-12). ”Stress and prevalence of hearing problems in the Swedish working population” (på engelska). BMC Public Health 11 (1). doi:10.1186/1471-2458-11-130. ISSN 1471-2458. https://bmcpublichealth.biomedcentral.com/articles/10.1186/1471-2458-11-130. Läst 16 maj 2024.
7. ↑  Hasson, D., Theorell, T., Benka Wallén, M., Leineweber, C., & Canlon, B. (2011). Stress and prevalence of hearing problems in the Swedish working population. BMC Public Health, 11, 130. https://doi.org/10.1186/1471-2458-11-130
8. ↑  Hasson, D., Theorell, T., Benka Wallén, M., Leineweber, C., & Canlon, B. (2011). Stress and prevalence of hearing problems in the Swedish working population. BMC Public Health, 11, 130. https://doi.org/10.1186/1471-2458-11-130
9. ↑  Kim, H. J., Lee, H. J., An, S. Y., Sim, S., Park, B., Kim, S. W., Lee, J. S., Hong, S. K., & Choi, H. G. (2015). Analysis of the prevalence and associated risk factors of tinnitus in adults. PLOS ONE, 10(5), e0127578. https://doi.org/10.1371/journal.pone.0127578
10. ↑  Patil, J. D., Alrashid, M. A., Eltabbakh, A., & Fredericks, S. (2023). The association between stress, emotional states, and tinnitus: a mini-review. Frontiers in Aging Neuroscience, 15, 1131979. https://doi.org/10.3389/fnagi.2023.1131979
11. ↑  Probst, T., Pryss, R., Langguth, B., & Schlee, W. (2016). Emotional states as mediators between tinnitus loudness and tinnitus distress in daily life: Results from the “TrackYourTinnitus” application. Scientific Reports, 6, 20382. https://doi.org/10.1038/srep20382
12. 1 2 3 4  ”Fakta och råd, Tinnitus”. Landstinget i Kalmar län. Arkiverad från originalet den 1 januari 2013. https://web.archive.org/web/20130101215249/http://1177.se/Kalmar-lan/Fakta-och-rad/Sjukdomar/Tinnitus. Läst 26 februari 2012.
13. 1 2  Ausland, Jannike Heyerdahl-Larsen; Engdahl, Bo; Oftedal, Bente; Hopstock, Laila A; Johnsen, Magnar; Krog, Norun Hjertager (2024-08). ”Tinnitus and cardiovascular disease: the population-based Tromsø Study (2015–2016)” (på engelska). BMJ Public Health 2 (2):  sid. e000621. doi:10.1136/bmjph-2023-000621. ISSN 2753-4294. https://bmjpublichealth.bmj.com/lookup/doi/10.1136/bmjph-2023-000621. Läst 20 maj 2025.
14. 1 2  Erdoğmuş Küçükcan, Nagehan; Koca, Hasan; Sümbül, Hilmi Erdem (2022-06). ”Tinnitus Frequency is Higher in Patients with Chronic Heart Failure with Reduced Ejection Fraction and is Closely Related to NT-proBNP Level” (på engelska). Indian Journal of Otolaryngology and Head & Neck Surgery 74 (2):  sid. 166–171. doi:10.1007/s12070-021-02649-y. ISSN 2231-3796. https://link.springer.com/10.1007/s12070-021-02649-y. Läst 20 maj 2025.
15. 1 2  House, Laura; Bishop, Charles E.; Spankovich, Christopher; Su, Dan; Valle, Karen; Schweinfurth, John (2018-07). ”Tinnitus and its risk factors in african americans: The Jackson Heart Study” (på engelska). The Laryngoscope 128 (7):  sid. 1668–1675. doi:10.1002/lary.26964. ISSN 0023-852X. https://onlinelibrary.wiley.com/doi/10.1002/lary.26964. Läst 20 maj 2025.
16. ↑  Hahad, Omar; Hackenberg, Berit; Döge, Julia; Bahr-Hamm, Katharina; Kerahrodi, Jasmin Ghaemi; Tüscher, Oliver (2025-02-19). ”Tinnitus is not associated with cardiovascular risk factors or mortality in the Gutenberg Health Study” (på engelska). Clinical Research in Cardiology. doi:10.1007/s00392-025-02601-y. ISSN 1861-0684. https://link.springer.com/10.1007/s00392-025-02601-y. Läst 20 maj 2025.
17. ↑  Huang, Yung-Sung; Koo, Malcolm; Chen, Jin-Cherng; Hwang, Juen-Haur (2017-11-02). Berthold Langguth. red. ”The association between tinnitus and the risk of ischemic cerebrovascular disease in young and middle-aged patients: A secondary case-control analysis of a nationwide, population-based health claims database” (på engelska). PLOS ONE 12 (11):  sid. e0187474. doi:10.1371/journal.pone.0187474. ISSN 1932-6203. https://dx.plos.org/10.1371/journal.pone.0187474. Läst 20 maj 2025.
18. ↑  Koo, Malcolm; Chen, Jin-Cherng; Hwang, Juen-Haur (2016-09-15). Rudolf Kirchmair. red. ”Risk of Peripheral Artery Occlusive Disease in Patients with Vertigo, Tinnitus, or Sudden Deafness: A Secondary Case-Control Analysis of a Nationwide, Population-Based Health Claims Database” (på engelska). PLOS ONE 11 (9):  sid. e0162629. doi:10.1371/journal.pone.0162629. ISSN 1932-6203. https://dx.plos.org/10.1371/journal.pone.0162629. Läst 20 maj 2025.
19. 1 2  Esmaili, Aaron A; Renton, John (2018-04-01). ”A review of tinnitus”. Australian Journal of General Practice 47 (4):  sid. 205–208. doi:10.31128/AJGP-12-17-4420. ISSN 2208-7958. https://www1.racgp.org.au/ajgp/2018/april/tinnitus. Läst 16 maj 2024.
20. ↑  Gelfand, Stanley (2023). Essentials of audiology (5e upplagan). sid. ss 137. ISBN 9781684203987. Läst 5e maj 2024
21. ↑  ”Gule Kejsarens bok”. Arkiverad från originalet den 24 oktober 2014. https://web.archive.org/web/20141024111134/http://www.traditionellkinesiskmedicin.se/historia/. Läst 24 oktober 2014.
22. ↑  ”Empedokles”. Arkiverad från originalet den 4 november 2014. https://web.archive.org/web/20141104104547/http://www.filosofer.se/grekiska-filosofer.html. Läst 24 oktober 2014.
23. ↑  ”Hörselskadades riksförbund”. Arkiverad från originalet den 12 mars 2012. https://web.archive.org/web/20120312083916/http://www.hrf.se/templates/Page____2124.aspx. Läst 26 februari 2012.
24. ↑  ”Tinnitus, vuxna efter ålder, kön och år. Andel (procent).”. Folkhälsodata. https://fohm-app.folkhalsomyndigheten.se/Folkhalsodata/pxweb/sv/A_Folkhalsodata/A_Folkhalsodata__I_miljohalsa__AllhalsHorsel__Tinn/MHEv5TinAAld.px/. Läst 16 maj 2024.
25. ↑  ”2-3 procent har svår tinnitus – får stöd i ny kampanj”. Hörselskadades Riksförbund. https://hrf.se/nyheter/5915-2/. Läst 16 maj 2024.
26. ↑  Baguley, David; McFerran, Don; Hall, Deborah (2013-11). ”Tinnitus” (på engelska). The Lancet 382 (9904):  sid. 1600–1607. doi:10.1016/S0140-6736(13)60142-7. https://linkinghub.elsevier.com/retrieve/pii/S0140673613601427. Läst 16 maj 2024.
27. 1 2  Hoff, Maria; Kähäri, Kim (2017-04-03). ”A Swedish cross-cultural adaptation and validation of the Tinnitus Functional Index” (på engelska). International Journal of Audiology 56 (4):  sid. 277–285. doi:10.1080/14992027.2016.1265154. ISSN 1499-2027. https://www.tandfonline.com/doi/full/10.1080/14992027.2016.1265154. Läst 16 maj 2024.
28. ↑  Henry, James A.; Goodworth, Marie-Christine; Lima, Elizabeth; Zaugg, Tara; Thielman, Emily J. (2022-03). ”Cognitive Behavioral Therapy for Tinnitus: Addressing the Controversy of Its Clinical Delivery by Audiologists” (på engelska). Ear & Hearing 43 (2):  sid. 283–289. doi:10.1097/AUD.0000000000001150. ISSN 1538-4667. https://journals.lww.com/10.1097/AUD.0000000000001150. Läst 22 maj 2024.
29. ↑  Jastreboff, Pawel (2008). Tinnitus Retraining Therapy. Cambridge university press. ISBN 978-0-521-59256-7
30. ↑  ”FDA Approval”. 6 mars 2023. https://www.accessdata.fda.gov/cdrh_docs/pdf21/DEN210033.pdf. Läst 18 november 2024.
31. ↑  Boedts, Michael; Buechner, Andreas; Khoo, S. Guan (2024-08-19). ”Combining sound with tongue stimulation for the treatment of tinnitus: a multi-site single-arm controlled pivotal trial” (på engelska). Nature Communications 15 (1):  sid. 6806. doi:10.1038/s41467-024-50473-z. ISSN 2041-1723. PMID 39160146. PMC: PMC11333749. https://www.nature.com/articles/s41467-024-50473-z. Läst 18 november 2024.

### Webbkällor
- Apoteket.se Information om tinnitus
- AFS 2005:16 Buller, Arbetsmiljöverket